# シド・ワトキンス

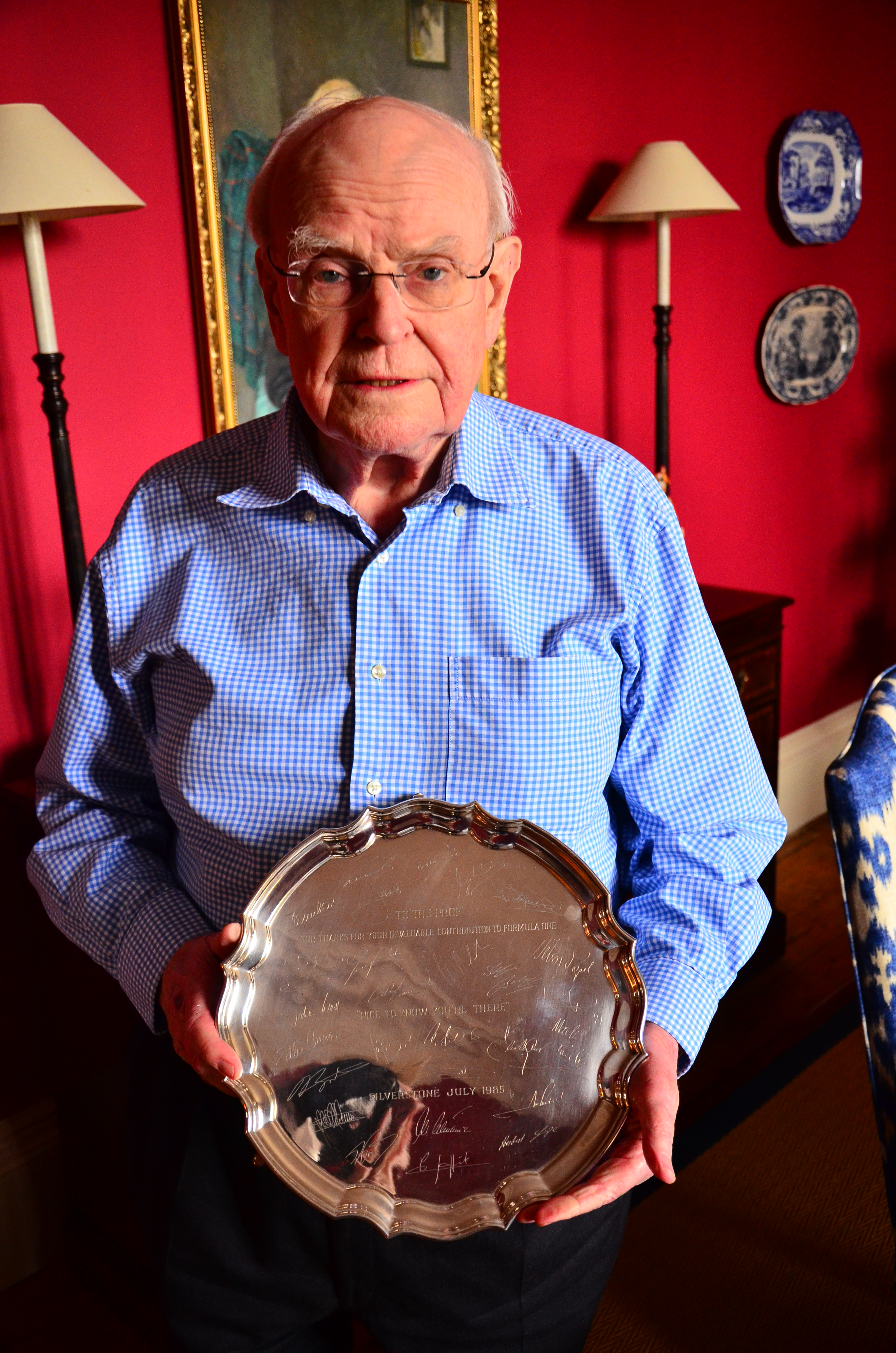
シド・ワトキンス

エリック・シドニー・ワトキンス（Eric Sidney Watkins, 1928年9月6日 - 2012年9月12日）は、イギリス・リヴァプール出身の脳神経外科医である。オープンホイール式自動車レース最高峰とされるF1において、26年間に渡り救急医療班の代表を務めてきた“F1ドクター”として、その名が広く知られている。
医学博士（MD, Doctor of Medicine）、イギリス王立外科学会（F.R.C.S., Royal College of Surgeons of England）会員。

## 経歴

### 初期の経歴
1952年にリバプール大学を卒業し、その後4年間、英国陸軍の医療班として西アフリカで医療活動に従事した。アフリカから戻ると、オックスフォード大学に入学し、神経外科を専攻した。
この頃からモータースポーツに関心を持つようになり、暇な時はF1英国グランプリの主な開催地でもあるシルバーストン・サーキットに行き、レース中の事故に備えてサーキットで待機する医師としての活動をするようになった。
ニューヨーク州立大学から神経外科の教授として招かれたことで、ワトキンスはその申し出を受けて渡米し、同大学が所在するニューヨークのシラキューズに一時転居した。
ほどなくイギリスに戻ると、神経外科のチーフとして国立ロンドン病院（Royal London Hospital）で働いた。

### モータースポーツ分野における貢献

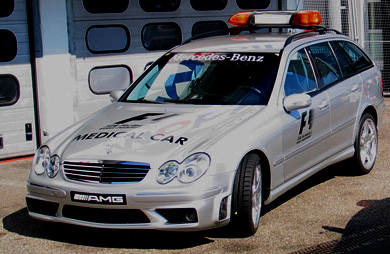
F1で使用されるメディカルカー。1990年代半ばから使用されるようになった
レースカー並の速度を出すことも可能で、ワトキンスは毎戦、スタート後の1周はF1カーを追いかけて全速力で走るメディカルカーに乗車していた

1978年、当時F1のブラバムチームでマネージャーの職に在るとともにFOCAの会長だったバーニー・エクレストンと知己を得て、F1の公式レースドクターの職を提示された。この申し出を受諾したワトキンスは、以後、レースドクターとして活動するようになる。
この当時は、モータースポーツの最高峰であるF1ですら救急医療体制は貧弱なもので、医師はレース専門ではなく各国ごとに雇う形で、設備の点でも場所によってはサーキット内の救急医療センターがテントしかなかったことすらあった、と、ワトキンスは後に述懐している。
ワトキンスは、26年間にわたってF1に関わり、それらの医療体制の改革を行い、F1のみならずモータースポーツ界全体の安全性向上に寄与した。
2004年1月20日、ワトキンスはレースの現場における仕事からの引退を表明した。当時のFIA会長マックス・モズレーは長年にわたってワトキンスを補佐してきたゲイリー・ハーシュタインを後任に指名した。
同年10月12日、ワトキンスはFIAの自動車の安全に関する財団（FIA Foundation for the Automobile and Society）の会長となり、12月10日にはFIAのモータースポーツ安全研究所（FIA Institure for Motor Sport Safety）の初代所長となった。このふたつの組織は、ともにFIAの創設100周年を記念して設立されたものである。
2011年12月8日のFIA年次総会をもってFIAモータースポーツ安全研究所の所長を引退、同研究所の名誉会長に就任した。
2012年9月12日、死去。84歳没。

## 受賞
- 2002年、イギリス政府よりOBE勲章を授与された。
- 2004年7月8日、リバプール大学より名誉博士号を授与された。

## 著書
- Life at the Limit: Triumph and Tragedy in Formula One (発行：Motorbooks Intl、1996年) ISBN 0760303150
  - (邦訳) - F1一瞬の死 F1専属医が見た生と死の軌跡 (監訳：小川秀樹、阪上哲、発行：WAVE出版、1997年) ISBN 4-87290-012-X

- The Science of Safety: The Battle Against Unacceptable Risks in Motor Racing (共著：David Tremayne、発行：Haynes Publications、2000年) ISBN 1859606644

- Beyond the Limit (共著：ジャッキー・スチュワート、発行：Pan Books Ltd、2002年) ISBN 0330481967